# Allu
Allu bzw. Allusaar ist eine estnische Ostsee-Insel. Sie liegt 35 Kilometer nordöstlich der estnischen Hauptstadt Tallinn. Ihr historischer deutscher Name lautet Allosaar bzw. Allot.

## Lage und Beschreibung
Allu liegt einen Kilometer östlich der Insel Rammu (deutsch Rammo). Die unbewohnte Insel gehört verwaltungsmäßig zur Gemeinde Jõelähtme im Kreis Harju.
Die Fläche von Allu beträgt 1,56 Hektar. Sie ist circa 250 Meter lang und 100 Meter breit. Die höchste Erhebung liegt bei 1,5 Metern über dem Meeresspiegel.
Wie die meisten Inseln der Gegend ist Allu sehr steinig. Auf ihr finden sich zahlreiche Findlinge.
Die Insel gehört zum Landschaftsschutzgebiet der Bucht von Kolga (Kolga lahe maastikukaitseala). Sie ist eine beliebte Aufenthalts- und Brutstätte für die Seevögel der Ostsee.
Allu steht im Eigentum der Familie Prants, die sie im 19. Jahrhundert als Geschenk des russischen Zaren erhielt.